# Julien Franck
 (mars 2024).
Si vous disposez d'ouvrages ou d'articles de référence ou si vous connaissez des sites web de qualité traitant du thème abordé ici, merci de compléter l'article en donnant les références utiles à sa vérifiabilité et en les liant à la section « Notes et références ».
 (mars 2024).
 (mars 2024).
Julien Franck, né le 17 juillet 1879 et mort pour la France le 19 avril 1944 en déportation à Auschwitz-Birkenau, est un médecin français qui exerce à Champigneulles, commune au Nord de Nancy.

## Biographie

### Famille et origines
Julien Franck nait à Champigneulles le 17 juillet 1879. Il est le fils d'Émile Franck, né en 1852, vendeur de bestiaux et Adèle Elise Bloch. Ils ont trois fils : Ferdinand, né en 1878 - il est le dernier vendeur de bestiaux de la famille-, Julien et Georges, né en 1882, qui devient ingénieur des Arts et métiers.
Les Franck descendent d’une famille française de confession juive arrivée en Lorraine depuis de nombreuses générations. Originaires de Delme, certains s’installent à Champigneulles où ils exercent la profession de marchand de bestiaux de père en fils depuis le XIXe siècle.
Julien Franck se marie le 17 mars 1908 à Blanche Elvire Boch, de religion juive et originaire d’Ingwiller (Bas-Rhin), issue, elle aussi, aussi d’une famille de marchands de bestiaux.
Le couple donne naissance à Claude Franck, né le 6 août 1910. Ce dernier exerce, entre autres, comme professeur de physiologie à la Faculté de médecine de Nancy et meurt en 1996 à Marseille, à l’âge de 86 ans. Les petits-fils de Julien Franck, Michel et Robert, deviennent aussi médecins ainsi qu’un de ses arrière-petits-fils, Julien.

### Parcours professionnel
Julien Franck, fait tout son cursus scolaire à Nancy.
Ses parents l’encouragent à faire des études supérieures : après le baccalauréat, il entre à la Faculté de médecine.
Il décroche son titre de docteur en 1907 en soutenant une thèse sur la grossesse intra-utérine.
Il ouvre son cabinet à Champigneulles.
En tant que médecin, Julien Franck est très apprécié. Il est très ami avec l’autre médecin de la ville, le docteur Brady. Ses patients sont surtout des ouvriers qui travaillent à la brasserie de Champigneulles, dans l’usine de Pompey ou dans les mines de fer des environs.
Julien Franck travaille beaucoup. Il encourage son fils, Claude, à suivre la même carrière que lui.
Ce dernier préfère le travail en laboratoire et la recherche expérimentale. Il s’oriente donc vers la physiologie, il obtient ainsi son agrégation de physiologie en 1939 à 29 ans.

### Julien Franck et la Première Guerre mondiale
Lorsque la Première Guerre mondiale éclate en 1914, Julien Franck est mobilisé et envoyé au front comme médecin-major de 2e classe au 20e corps d’armée. Il est ensuite médecin-major de 1re classe au 224e régiment d'infanterie. Le 30 septembre 1915, il est blessé à la butte de Tahure, ce qui lui vaut d'être cité à l'ordre du jour de la brigade. En 1916, notamment, il sert lors de la bataille de Verdun.
Le 22 décembre 1925, il est nommé chevalier de la Légion d’honneur à titre militaire pour sa conduite lors du conflit.

### Julien Franck dans la Seconde Guerre mondiale: résister à la déportation
Julien Franck a 61 ans lors la déclaration de guerre. Il reste donc civil et décide de rester à son poste de médecin afin de continuer à s’occuper des Champigneullais.
Nancy est en zone interdite, sous l’ordre de l’administration allemande et des lois françaises, notamment les lois antijuives d’octobre 1940 mise en place par Pétain et l’État français.
Julien Franck est donc obligé de se déclarer aux autorités civiles et de coudre sur sa veste l’étoile jaune.
Leur fils, Claude, incorporé dans un régiment de la Ligne Maginot, à la suite de la défaite de mai-juin 1940, est démobilisé dans le secteur de Montpellier.
Julien et Blanche Franck sont alors séparés de leur fils qu’ils ne reverront malheureusement jamais.
La situation des juifs en France se complexifie. Fernand Rombach, alors capitaine de gendarmerie, ami de la famille Franck, comprend très vite que ses amis sont en danger.
Il raconte : « Au mois de février 1944, un dimanche matin, je me suis rendu en voiture depuis Paris chez le Docteur Franck. [ ... ] M’appuyant sur les informations relatives à quelques-uns de mes camarades et amis, tous officiers de réserve qui avaient été arrêtés, je lui ai proposé de les ramener chez nous à Vincennes. » Mais Julien Franck lui a répondu : « Ce n’est pas possible. Mon devoir est de rester ici. Avec mon confrère Brady, nous avons la responsabilité de plusieurs milliers de familles. »
Fernand Rombach insiste notamment en lui parlant de la cruauté des nazis en Allemagne, la « ⁣Nuit de Cristal⁣ », les interdictions qui frappent les juifs. Julien Franck n’entend rien et ajoute : « Je suis officier français, certes de réserve. J’étais à Verdun en 1916. Je suis chevalier de la Légion d’honneur à titre militaire. On n’osera pas me toucher. Enfin, un médecin ne déserte pas même lorsqu’il a quitté l’uniforme. Revenez la semaine prochaine ». Ferdinand Rombach revient donc la semaine suivante, mais la décision de Julien Franck ne change pas, il déclare « Ma décision est irrévocable, nous restons ».

### L’arrestation
Les époux Franck sont arrêtés lors de la rafle de Nancy.
Des voisins rapportent que l’un des « policiers » en civil a arraché le ruban de légionnaire du docteur Franck.
Philippe Martin, premier adjoint au maire, raconte qu’ « un civil inspectait le logement et après avoir fermé les portes par M. Franck prenait les trousseaux de clés et faisait sortir M. et Mme Franck en les dirigeant vers une auto placée devant la maison. À la sortie du couloir, je m’avançais près de M. et Mme Franck pour leur adresser quelques paroles réconfortantes. Ce civil me dit alors « Circule ou je te fiche en l’air ». Après avoir placé dans la voiture ces 2 prisonniers, ce civil jette un regard vers les fenêtres et dit au gérant de l’épicerie en dessous « tâchez qu’il ne se passe rien ou gare ». Le lendemain, en passant devant l’immeuble, j’ai été surpris de revoir ce même civil qui avec un camion surveillait le déménagement d’où il se dirigeait vers Nancy. »
À cette date, les frères de Julien Franck ont déjà quitté Champigneulles.

### La déportation
Après leurs arrestations, les époux Franck sont emmenés au camp d’internement d’Écrouves, près de Toul où les conditions d’enfermement sont très difficiles.
Cependant, le Docteur Julien Franck, ainsi que deux de ses confrères, continuent d’exercer au sein du camp pour soigner les détenus et les réconforter.
Le 30 mars 1944, Julien Franck et sa femme, Blanche, sont conduits à la gare de Toul, ils partent, pour le camp de transit de Drancy qui regroupe pour la France les populations arrêtées en vue de leur déportation en camp de concentration.
Le 13 avril, Julien Franck et sa femme sont déportés à Auschwitz (arrivés le 16 avril), dans le convoi numéro 71, le même convoi que Simone Veil.
Julien Franck est répertorié sous le numéro 3106 et Blanche Franck sous le numéro 2978.
Considérés comme « improductifs » en raison de leur âge, ils sont dirigés vers les chambres à gaz d'Auschwitz-Birkenau en application de la « solution finale ».
Ils meurent le 19 avril 1944, ce dont témoigne le registre de l’état civil de la mairie de Champigneulles, avec la mention « Mort pour la France ».
Ayant refusé de quitter Champigneulles, alors qu'il en a la possibilité, pour continuer à soigner ses patients, y compris lors de sa déportation, Julien Franck, a, à sa façon, résisté à la déportation. Son courage et ses valeurs humanistes ont été reconnus par les autorités de la ville, qui honoreront sa mémoire en établissant un collège en son nom.

## Distinctions
- Croix de guerre 1914–1918, étoile de bronze (1915)
- Chevalier de la Légion d'honneur (décret du 22 décembre 1925). Il est fait chevalier par Paul Massot le 7 février 1926[5].

## Postérité
Son nom est donné au collège de sa ville de Champigneulles. Ce collège se trouve au 36 rue de Nancy, la même rue où se trouvait son cabinet.

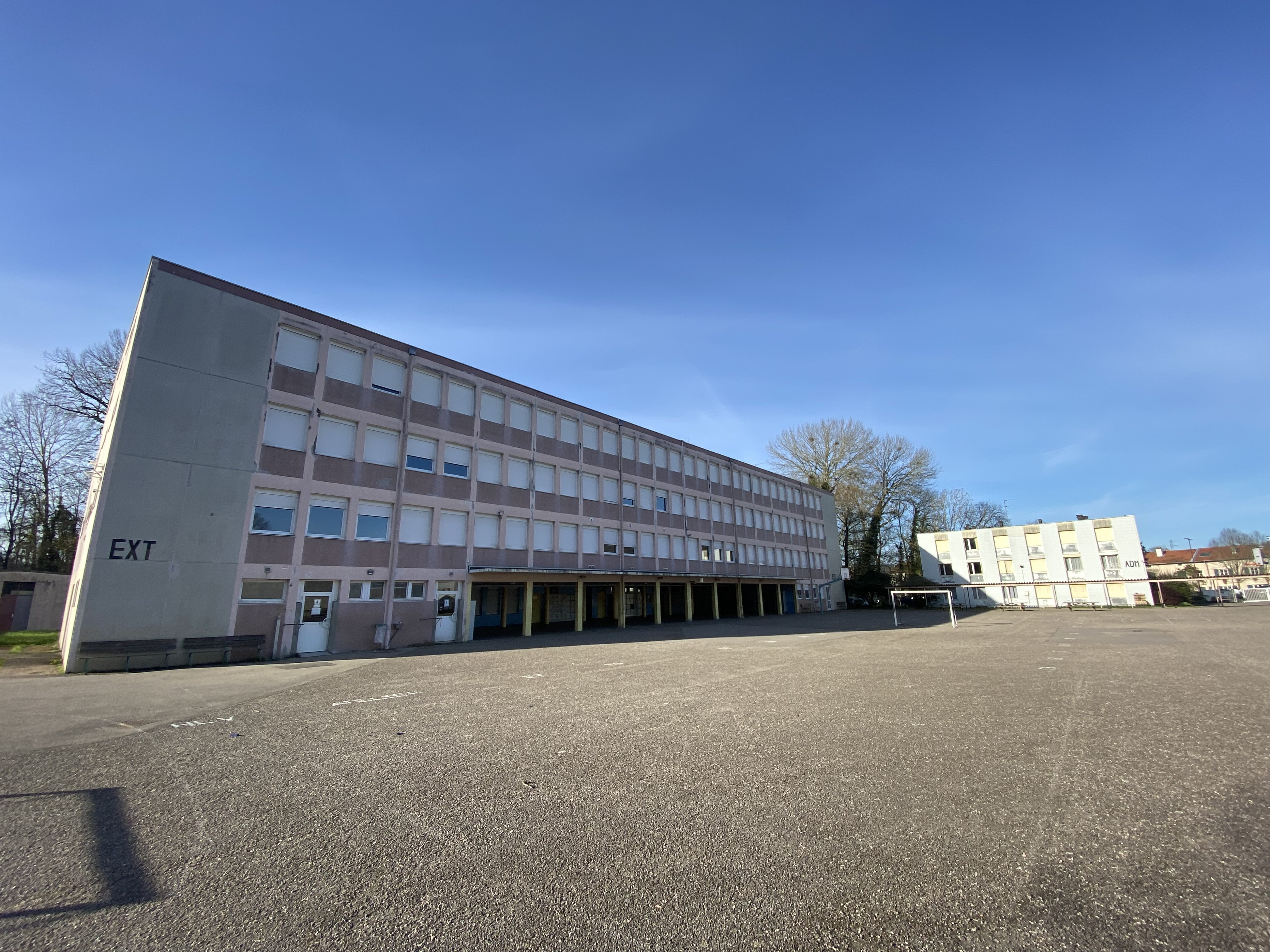
Collège Julien-Franck.

## Publications
- Contribution à l'étude des hémorragies rétroplacentaires, Nancy, Louis Kreis, 1907, 127 p. (lire en ligne)